# Leendert den Berger

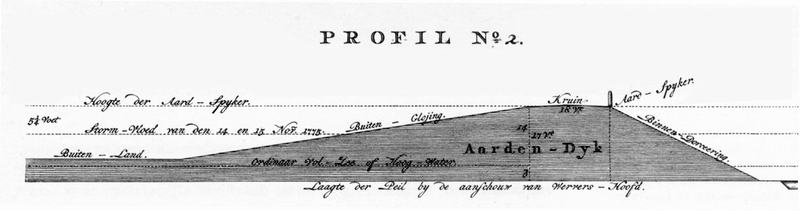
Ontwerp van Leendert den Berger van een verbetering van de West-Friese omringdijk na de stormen van 1775-1776

Leendert den Berger (Texel, 1743-1802), zoon van Matthijs den Berger, werd door Gecommitteerde Raden in 1760 aangesteld tot opzichter van 's lands werken op Vlieland en Terschelling, en in 1762 tot opzichter van 's lands werken op Texel en het Eijerland. In hetzelfde jaar werd hij ook benoemd tot opzichter van de Schans en commies van het magazijn op Texel. Na het overlijden van Pieter Harge werd hij bovendien aangesteld tot opzichter van 's lands werken te Den Helder, "bestaande in het opsigt van de Nieuwedieperhaven, voorsieninge van de vastewal, van beplantingen der duijnen bezuyden Kijkduin, item van de Zanddijk, Oogduynen, alsmede over de batterijen, 's landshok, magasijnen, en materialen in de magasijnen sig bevindende, item huysen en gronden op Coegras".
De stormvloeden van 1775 en 1776 zorgden voor veel schade. Voor de West-Friese omringdijk kwamen in 1778 van zijn hand en de uit Franeker afkomstige wiskundige Pibo Steenstra, ook wel Pieter Steenstra genoemd (na een hoogleraarschap in Leiden was hij in 1763 benoemd in Amsterdam) nieuwe ontwerpen voor de zeedijken op tafel. Een van de dijken met flink wat voorland kreeg een zeer flauw buitentalud en de kruin werd liefst 5 ¼ voet boven de stormvloedhoogte van 1775 gelegd. Hun onderzoek wordt al genoemd in de resoluties van de Staten van Wetvriesland van 1776. 10 Dregterlandse voeten van 32,56 cm stonden gelijk aan 11,5 Amsterdamse voeten van 28,31 cm. Op 16 april 1797 werd hij door het marinebestuur uit deze functie ontslagen, Hij was een fel orangist, en na het ontstaan van de Bataafse Republiek was dat ongewenst. Hij werd in deze functie opgevolgd door Adriaan François Goudriaan.

## Privé
Leendert is getrouwd met Antje Maartens Zuidewind op 2 november 1762. Hij kreeg en zoon (Matthijs, 1763-1831) die ook werkzaam was in de waterbouwkunde.  
Op Texel betrok hij de buitenplaats van  (1620 - ±1697), Huis Brakestein. Hij ging hier wonen na zijn huwelijk met Antje (die nogal wat geld geërfd had van haar moeder die in stoffen handelde). Deze buitenplaats, aangelegd door Jan Pietersz Braeck ‘Capitein-geweldige’ voor de Admiraliteit van Amsterdam en de Maze, is vanuit historisch-geografisch oogpunt van belang vanwege de vergezichten vanuit de tuin op de (door de Admiraliteit beheerde) Schans (1574), de voormalige Rede van Texel en de ligging aan het eeuwenoude Skillepaadje tegenover de voor de VOC en WIC zo belangrijke waterputten, die drinkwater leverden aan de schepen van de Oost- en West-Indische Compagnie die bij de Rede voor anker lagen (de wezenputten). 
Ook ontwierp hij ligplaatsen voor oorlogschepen op de Rede van Nieuwediep bij den Helder, dit ontwerp heeft hij ingetekend op de kaart van 1785.
- Virtual International Authority File: 56913226